# جنيفر كارون هال
جنيفر كارون هال (بالإنجليزية: Jennifer Caron Hall) هي رسامة ومغنية وكاتبة غنائية بريطانية، ولدت في 9 فبراير 1958 في لندن في المملكة المتحدة.

## وصلات خارجية
- جنيفر كارون هال على موقع IMDb (الإنجليزية)
- جنيفر كارون هال على موقع ميوزك برينز (الإنجليزية)
- جنيفر كارون هال على موقع أول ميوزيك (الإنجليزية)
- جنيفر كارون هال على موقع ديسكوغز (الإنجليزية)